# Caenosynteles haploaria
Caenosynteles haploaria är en fjärilsart som beskrevs av Dyar 1912. Caenosynteles haploaria ingår i släktet Caenosynteles och familjen mätare. Inga underarter finns listade i Catalogue of Life.